# Hortense Haudebourt-Lescot
Hortense Haudebourt-Lescot (París, 14 de diciembre de 1784 - Ídem, 2 de enero de 1845), nacida Antonieta Cécile Hortense Viel fue una pintora francesa. Realizó bodegones, escenas rurales, de género y retratos. 

## Biografía

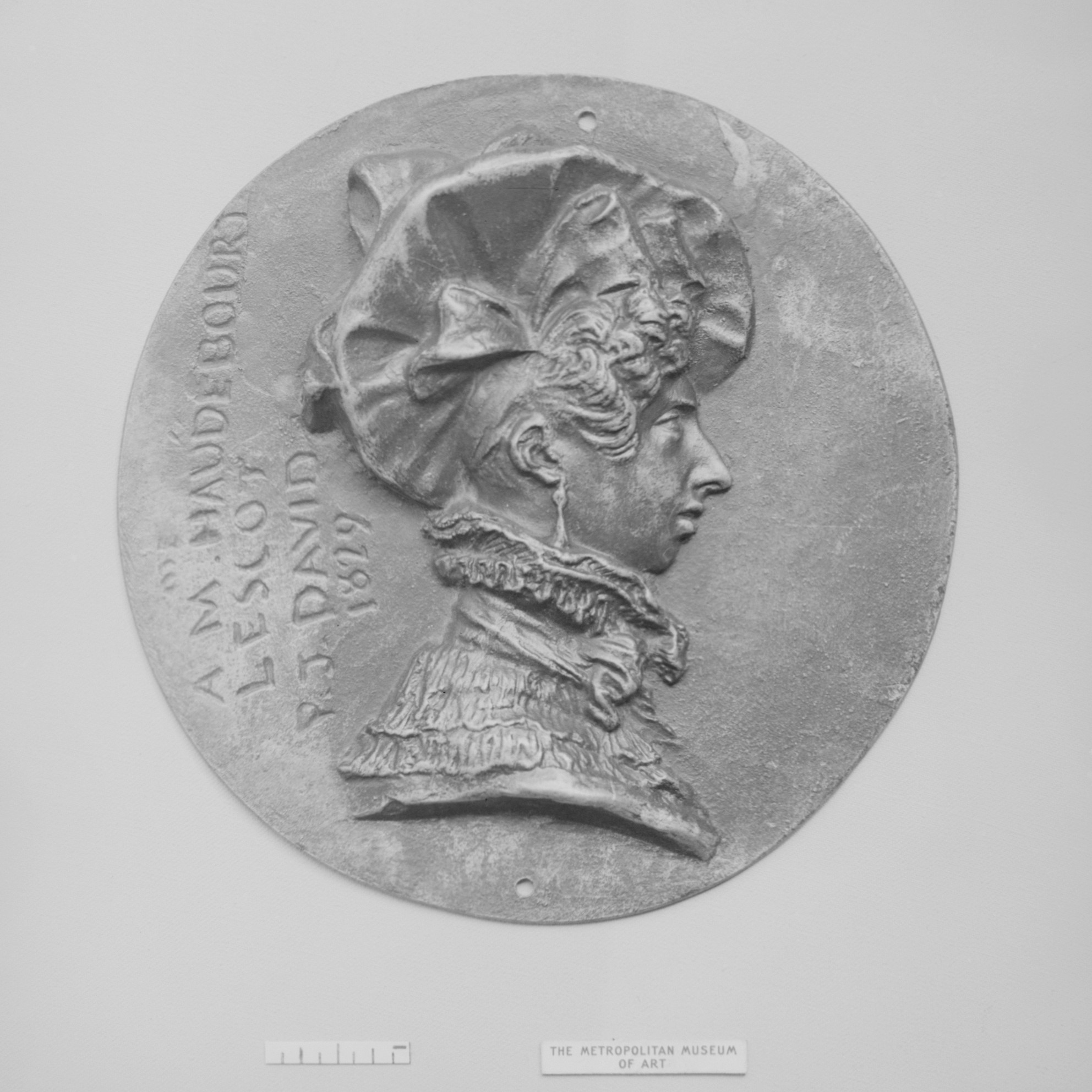
Pierre-Jean David d'Angers, M (1829), bronce, Nueva York, Museo Metropolitano de Arte.

A Hortense Haudebourt-Lescot se la conoce por tres nombres sucesivos. Nació el 14 de diciembre de 1784 como Antoinette Hortense Cécile Viel, hija de Jean-Baptiste Viel, perfumista y burgués de París y Cécile Lejeune, casados en 1778 en París  . 
Durante el Primer Imperio, firmó sus obras con el nombre de Lescot, que era el patronímico de su padrastro y bajo el cual se dio a conocer inicialmente. Su madre, viuda en 1786, se había vuelto a casar con el farmacéutico Jean Louis Lescot, de Argentan, en el Orne. La boda tuvo lugar en París el 9 de agosto de 1794 y la pareja se mudó a la calle Gramont, 14, donde ella pasó su juventud.  
En octubre de 1820, se casó con Louis Pierre Haudebourt, arquitecto en París, de cuyo matrimonio nació un hijo, Louis Philippe Léon Haudebourt, en diciembre del mismo año. Conocida como Mlle Lescot y más tarde como Hortense Haudebourt-Lescot, murió en París el 2 de enero de 1845. La sobrevivió su esposo, que también murió en 1849, en el mismo distrito, calle de la Bruyère, 11.
Al final, su memoria permanece unida a la calle Gramont, 14, donde se encuentran tanto la casa de su juventud como la farmacia de su padrastro, Jean Louis Lescot. Representante de los estilos Imperio y Restauración, el escaparate de este antiguo dispensario figura como una obra de arte  y se ha mantenido desde 1912 en París en el museo Carnavalet.

## Carrera artística

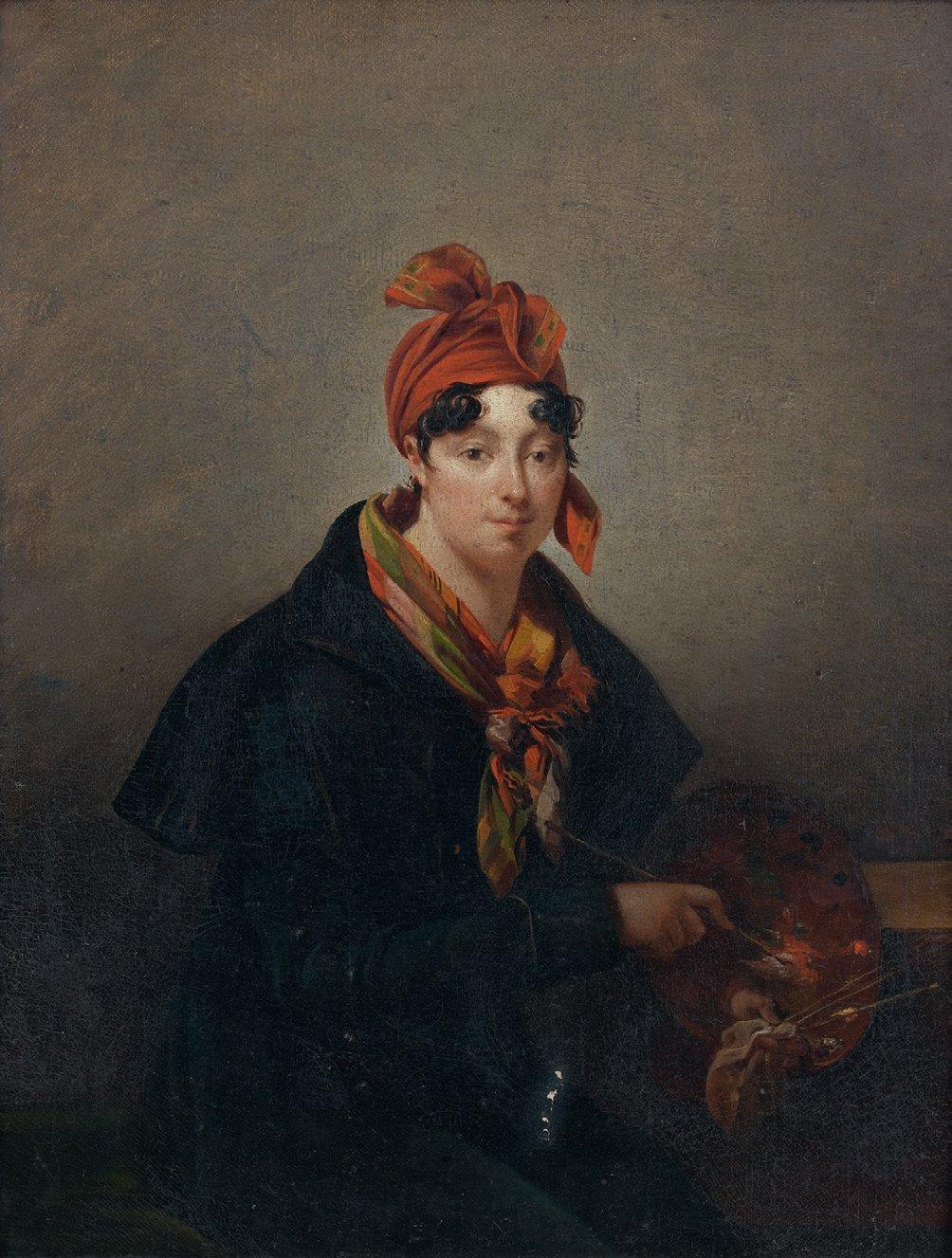
Hortense Haudebourt-Lescot - Autorretrato con paleta

Hortense Haudebourt-Lescot fue alumna de Guillaume Guillon Lethière (1760-1832) y pintora oficial de María Carolina de Borbón-Dos Sicilias (1798-1870), duquesa de Berry. Ella, a su vez, tuvo como alumnas a las pintoras Marie-Ernestine Serret y Herminie Déhérain. Fue alumna de Guillaume Guillon Lethière (1760-1832) y pintora oficial de María Carolina de Borbón-Dos Sicilias (1798-1870), duquesa de Berry.
Algunas de sus obras se pueden encontrar en París en el Museo del Louvre, en Toulouse en el Museo de los Agustinos y en  Château-Thierry en el Museo Jean de La Fontaine. 

## Obras en colecciones públicas
- Château-Thierry, Museo Jean de La Fontaine: El molinero, su hijo y el burro, óleo sobre lienzo.[5]
- Fontainebleau, Castillo de Fontainebleau: El beso de los pies de la estatua de San Pedro en la basílica de San Pedro de Roma, 1812, óleo sobre lienzo.
- París, Museo del Louvre: Retrato del artista, 1825, óleo sobre lienzo.[6]
- Toulouse,  Museo de los Agustinos: Dos maravillosos, óleo sobre lienzo.
- Tours, Museo de Bellas Artes: El juego de la mano caliente, 1812, óleo sobre lienzo.
- Versalles, Museo de la Historia de Francia: Guy Michel de Durfort de Lorges, duque de Lorges y de Randan, 1835, óleo sobre lienzo.